# Mercurey
Mercurey é uma comuna francesa na região administrativa de Borgonha-Franco-Condado, no departamento Saône-et-Loire. Estende-se por uma área de 15,37 km². Em 2010 a comuna tinha 1 383 habitantes (densidade: 90 hab./km²).

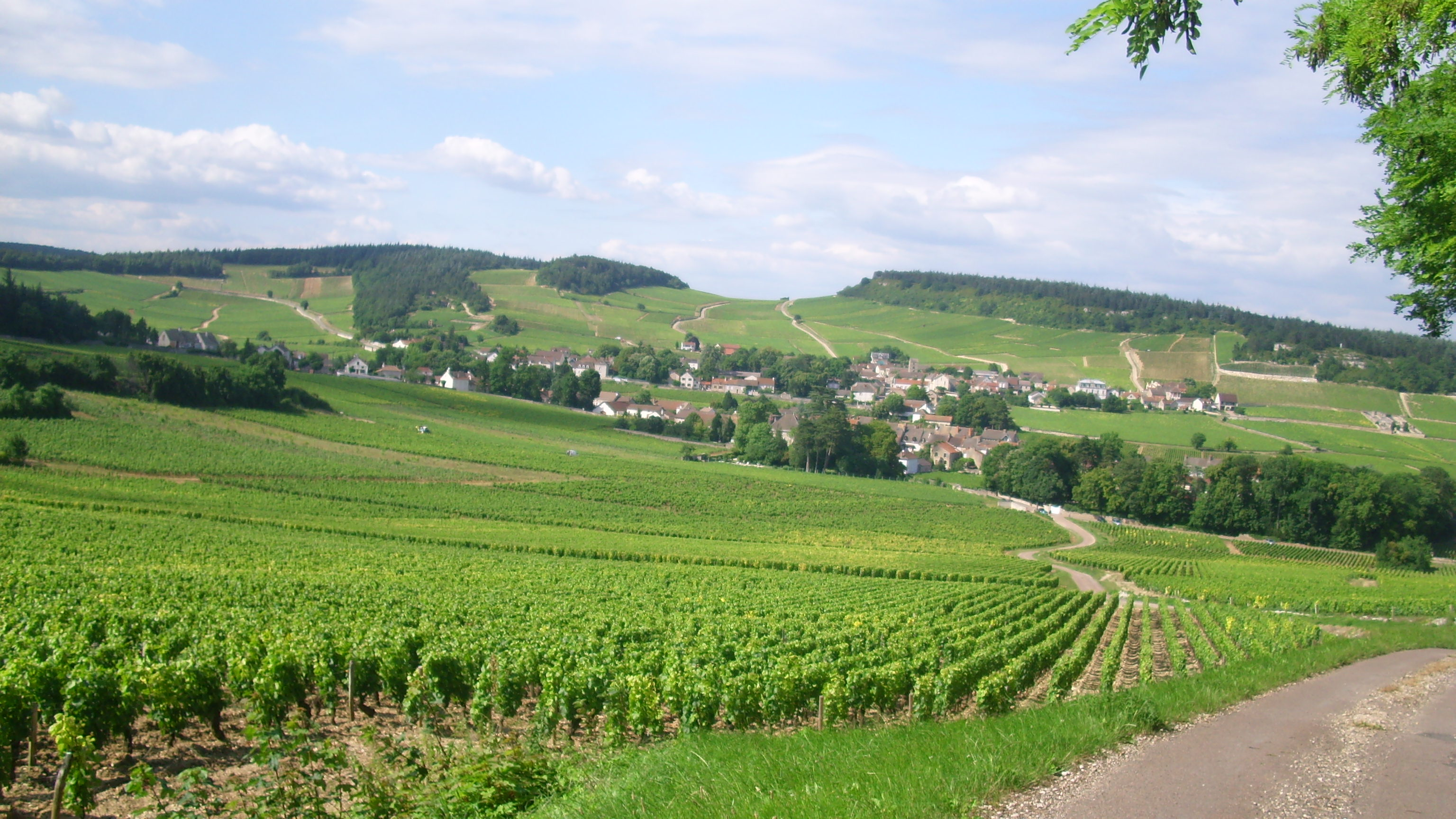
Mercurey